# Опільська сільська рада (Іванівський район)
Опільська сільська́ ра́да (біл. Опальскі сельсавет) — адміністративно-територіальна одиниця у складі Іванівського району Берестейської області Білорусі. Адміністративний центр — село Опіль.

## Історія
26 червня 2013 року до складу Опільської сільської ради увійшли територія та населені пункти ліквідованої Псищівської сільської ради.

## Склад
Населені пункти, що підпорядковувалися сільській раді станом на 2009 рік:
| Населений пункт | Тип  | Населення, осіб (2009) |
| --------------- | ---- | ---------------------- |
| Вартицьк        | село | 264                    |
| Лучки           | село | 28                     |
| Лядовичі        | село | 443                    |
| Новинка         | село | 5                      |
| Опіль           | село | 590                    |
| Псищево         | село | 527                    |
| Святополка      | село | 48                     |
| Тулятичі        | село | 122                    |
| Упирове         | село | 243                    |

## Населення
За переписом населення Білорусі 2009 року чисельність населення сільської ради становила 1160 осіб.

### Національність
Розподіл населення за рідною національністю за даними перепису 2009 року:
| Національність | Осіб | Відсоток |
| -------------- | ---- | -------- |
| білоруси       | 1143 | 98,53 %  |
| росіяни        | 7    | 0,60 %   |
| українці       | 7    | 0,60 %   |
| поляки         | 1    | 0,09 %   |
| вірмени        | 1    | 0,09 %   |
| молдовани      | 1    | 0,09 %   |
| Разом          | 1160 | 100 %    |